# 깡통차기
깡통차기는 어린이들이 하는 놀이이다. 가위바위보로 술래를 정한 뒤에, 잘 차는 아이가 깡통을 멀리 찬 뒤에 술래가 이깡통을 찾아서 제자리에 놓을 때까지 아이들이 숨는다.숨은 아이들을 찾아다니다가 발견하면, 뛰어와 깡통을 발로 밟고 찾은 아이 이름을 외친다. 이렇게 하고 발견된 아이는 깡통 옆에서 대기한다. 이렇게 술래가 모든 아이들을 다 찾아서 깡통옆에 모두 모이면 게임 종료.
술래가 다른 곳으로 갔을 때 술래가 아닌 다른 아이가 깡통을 멀리 차 보내면 게임은 원상복귀, 발견된 아이도 다시 도망가 숨는다.
게임이 종료되면 다음 술래를 정하는데, 술래가 아니었던 아이들 중에서 가위바위보로 술래를 고른다.